# Bodza
Bodza este o comună slovacă, aflată în districtul Komárno din regiunea Nitra. Localitatea se află la altitudinea de 110 m deasupra n.m., se întinde pe o suprafață de 6,32 km2 și în 2017 număra 392 de locuitori.

## Istoric
Localitatea Bodza este atestată documentar din 1268.

## Demografie
| An:                | 1994 | 2004   | 2014   | 2024 |
| ------------------ | ---- | ------ | ------ | ---- |
| Număr de persoane: | 341  | 355    | 372    | 372  |
| Diferență:         |      | +4,10% | +4,78% | +0%  |

| An:                | 2023 | 2024 |
| ------------------ | ---- | ---- |
| Număr de persoane: | 372  | 372  |
| Diferență:         |      | +0%  |